# Piekary (Cracovie)
Pour les articles homonymes, voir Piekary.
Piekary est une localité polonaise de la gmina de Liszki, située dans le powiat de Cracovie en voïvodie de Petite-Pologne.